# The Rubettes
Pour leur troisième album, voir Rubettes (album).
The Rubettes est un groupe de musique britannique en vogue en Europe de 1974 à 1978. Le groupe, connu pour ses casquettes blanches, fait ses débuts à la fin de l'ère glam rock. La formation a du succès dans de nombreux pays d'Europe. Pendant les années 1970, les Rubettes attirent la faveur du public grâce à leurs harmonies vocales et leurs prestations originales. Les apparitions télévisées du groupe sont marquées par un jeu de scène humoristique. En référence au groupe canadien The Diamonds, les producteurs ont choisi un nom de pierre précieuse, « Ruby » (rubis), avec le suffixe « ettes ». Les Rubettes ont vendu 30 millions de disques et ont chanté de nombreux succès : Sugar Baby Love, Tonight, Juke Box Jive, I can do it, Julia, Allez Oop, Ooh la la, Cherie Amour et Little 69. Plusieurs d'entre eux sont multi-instrumentistes et prouvent qu'ils peuvent changer de rôle pendant les concerts. Ils reviennent sur le devant de la scène à partir de 1989 à la faveur de la nostalgie des années 1970.

## Historique

### Des débuts fulgurants
En 1973, la maquette de Sugar Baby Love, inspirée par le doo-wop et la musique américaine des années 1950, est rejetée par plusieurs artistes. La chanson est écrite par le duo auteur-compositeur formé par Tony Waddington et Wayne Bickerton, chef de la division « Artiste et Répertoire » chez Polydor. Les deux hommes décident de créer The Rubettes avec les musiciens qui ont participé à l'enregistrement.
Le groupe connaît son plus grand succès avec sa première chanson Sugar Baby Love (sortie en 1974) qui est numéro 1 au Royaume-Uni, et se vendra à huit millions d'exemplaires dans le monde. Le fausset de Sugar Baby Love est crédité à Paul Da Vinci (vrai nom : Paul Prewer) qui ne souhaite pas faire partie des Rubettes pour des raisons contractuelles. Les producteurs appellent le batteur qui a participé à la session, John Richardson, et lui demandent de choisir des musiciens pour former un groupe, il recrute son ami Alan Williams et Pete Arnesen (également présents lors de l'enregistrement). Alan Williams devient le chanteur leader des Rubettes et le groupe est complété par Mick Clarke à la basse, Tony Thorpe à la guitare, Bill Hurd, deuxième membre aux claviers. Les musiciens ont déjà collaboré ensemble auparavant en enregistrant des maquettes pour d'autres interprètes ou en accompagnant d'autres chanteurs sur scène. Ils obtiennent leur premier passage TV dans Top of the Pops en 1974. À cette occasion, les artistes sont dans l'obligation d'enregistrer très vite une nouvelle version de Sugar Baby Love démontrant ainsi que les membres de la formation sont capables de produire une interprétation satisfaisante de la chanson. Sugar Baby Love sera le seul titre classé aux États-Unis,. En France, le public découvre d'abord l'adaptation de Dave Trop beau.
Les Rubettes prouvent qu'ils ne sont pas un groupe éphémère, leur deuxième titre Tonight, dans la même tonalité que Sugar Baby Love est un succès, ils sortent leur premier album Wear It's at et font leur première tournée au Royaume-Uni. Avec Juke Box Jive et I Can Do It, également composés par Bickerton-Waddington, ils se démarquent de leurs précédents titres, confirment leur succès dans toute l'Europe et lancent leur deuxième album We can do it. Ils participent aux films Side by Side  et Never too young to rock. Les musiciens vont sillonner l'Europe sans relâche pour faire des concerts et des apparitions télévisées. Ils sont invités en Allemagne de l'Est pour l'émission Ein Kessel Buntes et jouent à l'Olympia de Paris le 30 avril 1975,.

### Évolution
Cependant le répertoire s’essouffle et Foe Dee Oh Dee et Little Darling n'obtiennent pas le même succès. Little Darling n'est pas une reprise du groupe canadien The Diamonds, mais, à l'instar de Sugar Baby Love, il s'agit bien d'un clin d'œil à ces artistes. À partir de 1976, même s'ils sont reconnaissants envers Bickerton et Waddington qui les ont lancés, les Rubettes souhaitent se renouveler, prennent leur indépendance et décident d'écrire eux-mêmes l'ensemble de leurs chansons. Jusque là, les producteurs ne les laissent écrire que les Face B et la moitié de leurs albums. Les divergences musicales, déjà présentes au sein du groupe, ont provoqué le départ de Pete Arnesen en 1975 et de Bill Hurd en 1976 mais le quatuor parvient malgré tout à garder le devant de la scène et à maintenir sa cohésion en dépit des influences musicales différentes. Ils abandonnent leurs casquettes et le style des années 1950 pour aborder un rock'n'roll adapté au son des années 1970.
Le groupe fait une tournée au Japon en janvier 1976. Ils sont invités à un festival de musique en Yougoslavie la même année et donnent également des concerts en Tchécoslovaquie et en Allemagne de l'Est, au Danemark, aux Pays Bas, en Belgique, en Suisse, en Espagne, en Allemagne de l'Ouest, en France (notamment le 14 février à l'Hippodrome de Pantin),. L'album Sign of the Times voit le jour, la chanson You're The Reason Why, chantée par Tony Thorpe, est no 28 au Royaume-Uni, no 14 en Irlande et no 7 aux Pays Bas. Ils sortent le titre Under One Roof qui aborde le thème de l'homophobie mais la BBC ne le diffuse pas, la chanson est interprétée par John Richardson et permet au groupe d'obtenir pour la première fois des bonnes critiques dans la presse rock , le titre est no 40 au Royaume-Uni et no 30 en Allemagne. Toutefois, dans ce pays, le titre atteint la neuvième place du classement hebdomadaire du magazine pour jeunes Bravo (sondage des lecteurs)  , . Une adaptation allemande sur le même thème est interprétée par Bernd Clüver sous le titre Mike und sein Freund, elle est no 44 en Allemagne. Under One Roof est suivie par un dernier succès au Royaume-Uni qui est Baby I Know, il est no 10 en 1977, la voix principale est interprétée par Tony Thorpe. Ils ont classé en tout neuf chansons dans les quarante premières places des ventes au Royaume-Uni,.
Malgré cette réussite le groupe commence à perdre les faveurs du public britannique mais continue cependant d'avoir du succès en Allemagne et en France (où la maison de disque n'édite que des 45 tours avec Alan Williams en voix principale) grâce à des titres tels que Julia, Allez Oop (1976), Ooh la la, Cherie Amour (1977). La France est le pays où sa popularité est la plus grande et où il attire toutes les générations. Dans un article datant du 19 juin 1976, David Hancock, le journaliste du Record Mirror & Disc écrit que les Rubettes vendent 500 000 exemplaires de chaque 45 tours qu'ils lancent en France . Sugar Baby Love, Tonight, Juke Box Jive sont disques d'or,,. Le groupe n'est pas un grand vendeur d'albums, mais obtient de bons scores en France dont deux disques d'or pour son deuxième et son troisième opus We can do it et  The Rubettes. Les ventes en France s'élèvent à 3 259 000  singles et  722 300 albums,,.

### Déclin
Si le grand public a en tête les chansons phares, les artistes essaient depuis le début d'offrir autre chose sur leurs albums. Le groupe est déchiré entre sa volonté de ne pas se couper de son public et ses ambitions artistiques. Pendant leurs concerts, ils évitent de jouer certains morceaux de leur cru de peur de déconcerter leur public et préfèrent alterner leurs titres avec des standards de rock'n'roll comme ils l'expliquent dans le documentaire Rubettes Special qui filme leur apparition aux 24 Heures du Mans en 1976. David Hancock, le journaliste du Record Mirror & Disc, qui est venu suivre leur concert et les interviewer au Mans écrit qu'ils jouent, entre autres, des titres d'Eddie Cochran et de Buddy Holly, ce dernier reste une référence pour les Rubettes.
Avec les albums Baby I Know (1977) et Sometime in Oldchurch (1978), la formation amorce un virage country rock. Les sessions d'enregistrement pour l'album Sometime in Oldchurch démarrent en juillet 1977   au château d'Hérouville  , l'album sort en mars 1978 . En France, la maison de disque veille à ce que les succès du moment Cherie Amour et Little 69 soient sur l'album et décide d'évincer Let Him Bleed et You Make It Hard. Alors que la pochette de la plupart des pressages publiés ailleurs en Europe ne comporte pas de photo du groupe, un dessin en noir et blanc des artistes figurera sur l'album paru en France. Le pressage bulgare constituera la deuxième exception et gardera la liste des titres de l'album inchangée, mais utilisera malgré tout une photo du groupe sur la pochette
.
Pendant cette période, les musiciens présentent les nouvelles chansons lors de leur tournée en Allemagne , en Belgique , et en Grande-Bretagne ,. Les costumes de scène ne sont plus de mise et le nouveau style musical du quartet est bien accueilli par le public.
Ils participent au gala du Midem en 1978, Europe 1 leur décerne un prix pour leur réussite extraordinaire. Mais le quatuor est mis à rude épreuve en raison des tournées intensives et des divergences musicales. La rupture entre Tony Thorpe et les autres membres du groupe est consommée après l'enregistrement de l'album Still Unwinding fin 1978. Les Rubettes ont vendu 30 millions de disques.
Bob Benham succède brièvement à Tony Thorpe. Les musiciens partent en tournée en Pologne et enregistrent deux albums mais la maison de disque au Royaume-Uni refuse de les sortir parce qu'elle ne les trouve pas assez commerciaux. En 1979, le groupe découvre qu'il est victime d'une escroquerie montée par un organisateur de tournées dans l'Hexagone, les Rubettes se retrouvent dans l'impossibilité de donner des concerts dans leur bastion
,. C'est le coup de grâce. Les opportunités de travail diminuent, la vague disco emporte tout sur son passage, et Mick Clarke, John Richardson et Alan Williams se séparent au début des années 1980 après trois 45 tours produits par une maison de disque allemande.

### Retour sur le devant de la scène
Une nouvelle formation est créée par Alan Williams, Bill Hurd, Mick Clarke et Alex Bines en 1985 grâce à la nostalgie de la musique des années 1970 en Allemagne. Mick Clarke poursuivra un temps d'autres projets en 1987 et sera remplacé tour à tour par Steve Kinch et Trevor Holliday avant de revenir en 1993. Le quatuor est de plus en plus sollicité pour participer à des tournées et fait la première partie des Bee Gees lors d'un concert au Niedersachsenstadion à Hanovre en Allemagne le 1er juillet 1989. La même année le groupe se produit salle Wagram en avril  ainsi qu'à Bobino le 31 octobre et enregistre un medley Megamix qui alterne anciens succès et nouveaux titres. Il se hisse à la vingt neuvième place en France et leur offre quelques prestations télévisées leur permettant de signaler au grand public qu'ils sont de retour,. Un album Greatest Hits voit le jour avec des ré-enregistrements de leurs succès passés et quelques nouveaux morceaux sur un petit label Ascot. Les anciens albums des Rubettes sont ré-édités en CD en 1992 sur un label créé par Alan Williams, c'est l'occasion de faire découvrir au public Shangri La, enregistré en 1979 mais inédit à ce jour. Par ailleurs, un nouvel album sort : Riding on a rainbow.
Le groupe connaît un regain de popularité en 1994 grâce au film australien Muriel dont la bande originale comprend Sugar Baby Love. Les Rubettes sont invités à Taratata  pour faire la promotion d'une compilation Best of qui sort chez Polydor et sera disque d'or en France. Durant l'interview, Alan confie que le groupe n'était pas au courant de la sortie de cette compilation et que maison de disques ne savait pas qu'ils étaient reformés. La même année, ils enregistrent un nouvel album Smile mais ne manquent pas le vingtième anniversaire du groupe grâce à un CD 20th Anniversary qui comprend aussi les commentaires et les compositions ou projets solos d'Alan Williams, Bill Hurd, Mick Clarke, John Richardson et Tony Thorpe. Une biographie sur le groupe voit le jour The Rubettes Story d'Alan Rowett. Les Rubettes font une tournée de 47 dates au Royaume-Uni en 1995, le  Sugar Baby Love Spectacular tour, avec en invités Nathalie Lhermitte, Mungo Jerry, the Tremoloes, Marmalade, the New Seekers et comprenant un passage au London Palladium le 5 mars,. Ils sont également très présents en France pour faire des concerts, seuls, ou dans le cadre de la fièvre du disco, ils se produisent notamment à Paris à la Fièvre du disco au Zénith le 26 juin 1995,. Durant toute la décennie, ils font des concerts en Europe et participent à des émissions de télévision.

### Nouveau tournant
En 1999, The Very Best Of se hisse à la huitième place dans le classement des compilations en France. L'album se vend à plus de 95 600 exemplaires et manque de peu le disque d'or. Il comprend des chansons récentes et ne ressemble en rien au best of sorti sous le même titre au Royaume-Uni quelques années auparavant. A cette occasion, le quatuor joue devant la presse au Bus Palladium le 1er mars 1999. Au Royaume-Uni, ils participent à la tournée Glitz Blitz & 70's hits en compagnie d'Alvin Stardust et Suzi Quatro . Le groupe de rock alternatif the Auteurs enregistre un titre intitulé The Rubettes pour son album How I learned to love the Bootboys, où il sample Sugar Baby Love et cite Juke Box Jive.
À la fin de l'année, Bill Hurd et Alex Bines font défection. Alan Williams et Mick Clarke sont rejoints par Mark Haley et John Richardson qui reprend du service. Deux ensembles existent avec le nom « Rubettes ». À la suite d'un jugement à l'issue d'un procès, Alan Williams et Bill Hurd gardent indépendamment les droits d'exploiter le nom « Rubettes » en tournée, sous condition que le nom du leader figure clairement sur les annonces, c'est-à-dire : « The Rubettes featuring Alan Williams », ou bien : « The Rubettes featuring Bill Hurd ». Malgré le jugement, une cour a condamné Alan Williams et Bill Hurd en 2005 : tous les deux étaient en violation du jugement de 1999 .
Les deux groupes continuent à faire des concerts. Paul Da Vinci qui avait refusé de faire partie des Rubettes en 1974 rejoint un temps la formation de Bill Hurd de 2000 à 2006.
En 2005, le thème de Sugar Baby Love est à nouveau repris au cinéma dans Breakfast on Pluto. L'année suivante, il est utilisé pour un film de prévention contre le sida en France lancé par AIDES. En 2008, The Rubettes featuring Alan Williams font, au Royaume-Uni, une tournée   Glitz Blitz & 70s Hitz en compagnie d'autres groupes de glam rock tels que Sweet et Showaddywaddy, dont une date au London Palladium le 15 juin . La même année, le groupe produit l'album On Tour qui comprend des versions studio des titres qu'il joue en concert dont un inédit, Amazing, ainsi que deux reprises : Barbara Ann des Beach Boys et After the Goldrush de Neil Young.

### Années 2010
En 2010, The Rubettes featuring Bill Hurd enregistrent l'album 21st Century Rock'n'roll qui reprend une composition de Tony Thorpe, Where the Angels fear to tread. L'année suivante, John Richardson publie ses mémoires intitulés The Beat of Different Drums. Tony Thorpe fait de même en 2014 avec A Bride's Nightie, qui paraît d'abord en version digitale pour être finalement publié en version papier en 2021.
Sugar Baby Love est utilisé dans la bande originale du film Blood Ties en 2013.
Le 21 septembre 2014, pour le quarantième anniversaire du groupe, Alan Williams, Mick Clarke et John Richardson, accompagnés de Mark Haley, remontent sur la scène de l'Olympia de Paris devant une salle comble. Ils entament ensuite une tournée en France qui se terminera au Théâtre Sébastopol de Lille.
En 2015, lors des travaux de rénovation d'un ancien bâtiment d'état de l'ex Allemagne de l'Est à Berlin où Erich Honecker recevait des diplomates et des officiels, les ouvriers découvrent un mur avec plusieurs affiches de célébrités de l'Est et de l'Ouest mises côte à côte : les Rubettes, Abba, les Puhdys, Kati Kovács et Veronika Fischer  , .
The Rubettes featuring Alan Williams, participera en France à la tournée des Zénith (60 shows) avec Âge Tendre, dès novembre 2016, en compagnie de nombreux artistes. Auparavant, ils font une tournée de 52 théâtres au Royaume-Uni. En 2017, sur le même modèle que l'album On Tour, l'album La légende continue voit le jour avec deux inédits : Heartbreak Hotel et Together we are Strong.
En 2018, Alan Williams, à la suite d'un rapprochement familial, s'installe en Australie. Il souhaite continuer le groupe en restant fidèle au son qui a fait le succès des Rubettes, tandis que les autres membres du groupe souhaitent faire évoluer le style. En 2019, John Richardson, Mick Clarke et Steve Etherington (qui avait remplacé Mark Haley en 2015) se séparent d'Alan Williams et forment the Rubettes featuring John, Mick & Steve. Ils sortent deux singles, Let the Music In et Ya Lovin' Rocks. Ils créent leur propre radio : Jukebox Jive radio.
À l'occasion des 45 ans des Rubettes, Alan Williams entame une tournée couvrant l'Europe (France, Allemagne, Belgique, Danemark) durant deux années (2019-2020) avec ses musiciens : Mark Haley de retour aux claviers, Lawrence Haley à la basse, Spencer Lingwood à la batterie et Glyn Davies à la guitare.

### Années 2020
En 2020, The Rubettes featuring John, Mick & Steve enregistrent une nouvelle version de Sugar Baby Love avec Bill Hurd en guest star. En février 2021, Bill Hurd rejoint définitivement le groupe de John Richardson, Mick Clarke et Steve Etherington ; le nouveau quatuor comprend à présent trois membres de la formation originale. Ils créent un logo The Rubettes® et poursuivent leur route avec ce nom, enregistrant une nouvelle version de leur single Ladies of Laredo.
En 2021, les six membres originaux du groupe et leurs premiers producteurs se mettent d'accord pour sortir un triple CD réunissant leurs meilleurs titres, Gold. Alan Williams sort un nouveau single pour Noël, Santa's song, un titre qu'il avait déjà interprété lors de ses concerts par le passé. The Rubettes® mettent en ligne une nouvelle vidéo et un nouveau titre, composé par Bill Hurd, I can't believe it's Christmas, le solo est interprété par Mark Wright qui a remplacé Steve Etherington. The Rubettes® et The Rubettes featuring Alan Williams préparent, chacun de leur côté, une tournée et un album pour 2022.
En juillet 2022, à la suite d'une bataille juridique de trois ans opposant Alan Williams à John Richardson, Mick Clarke et Steve Etherington, la Haute Cour de Londres attribue au chanteur la propriété exclusive du nom The Rubettes. Bill Hurd conserve néanmoins le droit d'utiliser le nom The Rubettes featuring Bill Hurd et reforme son groupe. John Richardson, Mick Clarke et Mark Wright adoptent un nouveau nom de scène The Sugar Baby Loves.

## Discographie

### Albums
- 1974 : Wear It's at
- 1975 : We Can do It
- 1975 : Rubettes
- 1976 : Sign of the Times
- 1977 : Baby I Know
- 1978 : Sometime in Oldchurch
- 1978 : Still Unwinding (Royaume-Uni, Allemagne, Scandinavie, Bulgarie)
- 1979 : Shangri 'La (enregistré en 1979 mais sorti en 1992)
- 1989 : Greatest Hits
- 1992 : The Singles Collection
- 1992 : Riding on a Rainbow
- 1993 : Best Of
- 1994 : 20th Anniversary
- 1994 : Smile
- 1994 : The Very Best of (compilation anglaise)
- 1995 : Making Love in the Rain
- 1999 : The Very Best of (compilation française)
- 2008 : On Tour (Alan Williams, Mick Clarke, John Richardson, Mark Haley)
- 2010 : 21st Century Rock'n'roll (The Rubettes featuring Bill Hurd)
- 2016 : The Albums 1974-1977 (coffret 4 CDs)
- 2017 : La légende continue (Alan Williams, Mick Clarke, John Richardson, Steve Etherington)
- 2021 : Gold (triple CD)
- 2023 : The Singles 1974-1977

### Singles
- 1974 Sugar Baby Love / You Could Have Told Me
- 1974 Tonight / Silent Movie Queen
- 1974 Juke Box Jive / When You're Falling In Love
- 1975 I Can Do It / If You Got The Time
- 1975 Foe Dee Oh Dee / With You
- 1975 Little Darling / Miss Goodie Two Shoes
- 1976 You're The Reason Why / Julia
- 1976 Julia / Dancing In The Rain
- 1976 Under One Roof / Sign Of The Times
- 1976 Allez Oop / Rock 'n' Roll Queen
- 1977 Baby I Know / Dancing In The Rain
- 1977 Ooh La La / I Really Got to Know
- 1977 Ladies Of Laredo / I'm In Love With You
- 1977 Come On Over / Let Him Bleed
- 1977 Cherie Amour / Comme On Over
- 1978 Sometime In Oldchurch / Top Of The World
- 1978 Goodbye Dolly Gray / Great Be The Nation
- 1978 Little 69 / No No Cherie
- 1978 Movin' / San Andreas
- 1979 Lola / Truth Of The Matter
- 1979 Stay With Me / Au revoir
- 1979 Kid Runaway / Southbound Train
- 1981 Stuck On You / Breakdown
- 1981 I Can't Give You Up / We're Doing It Wrong
- 1981 Rockin' Rubettes Party
- 1982 Don't Come Crying / Breakdown
- 1987 Sugar Baby Love (Remix 87) / Under One Roof (New version)
- 1989 Megamix (1989)

## Charts
Classement dans les charts français (durée et meilleure position) 
- 1974 : Sugar Baby Love, 23 semaines → n°1
- 1974 : Tonight, 21 semaines → n°2
- 1975 : Juke Box Jive, 18 semaines → n°2
- 1975 : I can do it, 16 semaines→ n°2
- 1975 : Foe Dee oh Dee, 13 semaines→ n°6
- 1976 : Julia, 10 semaines→ n°9
- 1976 : Allez Oop, 12 semaines → n°5
- 1977 : Ooh La La, 12 semaines  → n°6
- 1977 : Cherie Amour, 14 semaines  → n°13
- 1978 : Little 69, 4 semaines → n°33
- 1989 : Megamix, 12 semaines  → n°29

Classement dans les charts britanniques (durée et meilleure position) 
- 1974 : Sugar Baby Love, 10 semaines → n°1
- 1974 : Tonight, 9 semaines → n°12
- 1975 : Juke Box Jive, 12 semaines → n°3
- 1975 : I can do it, 9 semaines→ n°7
- 1975 : Foe Dee oh Dee, 6 semaines→ n°15
- 1976 : Little Darling, 5 semaines→ n°30
- 1976 : You're the Reason Why, 4 semaines → n°28
- 1976 : Under One Roof, 3 semaines  → n°40
- 1977 : Baby I Know, 10 semaines → n°10

## Vidéographie
- 1994 : Video Collection
- 2005 : Rubettes Live
- 2012 : Never too Young to rock

## Membres Originaux
- Alan Williams , né Alan James Williams, le 22 décembre 1948 à Welwyn Garden City, Hertfordshire - chant, guitare, flûte traversière, piano[82]
- John Richardson , né John George Richardson, le 3 mai 1947 à South Ockendon, Essex - chant, batterie, guitare
- Tony Thorpe , né Anthony John Thorpe le 20 juillet 1945 à Smithfield, Londres - chant, guitare, claviers, batterie
- Mick Clarke, né Michael William Clarke, le 10 août 1946 à Grimsby, Lincolnshire - chant, basse, guitare, claviers, percussions
- Bill Hurd, né William Frederick George Hurd, le 11 août 1947 à East Ham, Londres - chant, claviers, guitare, trompette
- Pete Arnesen, né Hans Peter Arnesen, le 25 août 1945 à Salzbourg, Autriche - chant, claviers

## Hommages

### Littérature
Dans son œuvre, Un Roman Français (2009), Frédéric Beigbeder écrit : "J'étais fan des Rubettes".

### Télévision
Dans la troisième saison de la série Capitaine Marleau, lors de l'épisode Quelques maux d'amour (2019), le personnage principal déclare : "C'est marrant, d'habitude, les groupies s'intéressent au chanteur ou au guitariste, pas au batteur. Enfin, à part les Rubettes",.

### Musique
Steven Wilson, chanteur et guitariste du groupe Porcupine Tree, déclare apprécier la musique des Rubettes.
Joey Ramone affirmait que Sugar Baby Love est un des titres qui l'a amené à embrasser une carrière musicale.
Didier Wampas cite les Rubettes comme l'un de ses premiers chocs musicaux dans son livre Punk ouvrier sorti chez Harper Collins en 2024.